# Drosa
Drosa ist ein Ortsteil der gleichnamigen Ortschaft der Gemeinde Osternienburger Land im Landkreis Anhalt-Bitterfeld in Sachsen-Anhalt, (Deutschland).

## Geografie
Wahrzeichen des Ortes ist der „Teufelskeller“, ein prähistorisches Großsteingrab (Ganggrab).

## Geschichte
1844 lebten 418 Menschen in Drosa.
Am 1. Januar 2010 schlossen sich die bis dahin selbstständigen Gemeinden Drosa, Chörau, Diebzig, Dornbock, Zabitz, Elsnigk, Großpaschleben, Kleinpaschleben, Libbesdorf, Micheln, Osternienburg, Reppichau, Trinum und Wulfen zur Einheitsgemeinde Osternienburger Land zusammen. Gleichzeitig wurde die Verwaltungsgemeinschaft Osternienburg, zu der diese Gemeinden gehörten, aufgelöst.

### Fundstellen
Das Gebiet um Drosa ist reich an vorgeschichtlichen Bodendenkmälern, die entweder bereits untersucht oder auf Luftbildaufnahmen erkannt worden sind. Dazu gehören:
- Gräberfelder der Bronzezeit
- teilweise noch undatierte Kreisgrabenanlagen
- eine Siedlung und ein Gräberfeld der Eisenzeit
- eine Grubenreihe nahe Drosa

In der Gemarkung liegt auch die Megalithanlage Großsteingrab Drosa genannt „Teufelskeller“.
Bei der Erweiterung der Kiesabbaufläche südlich des Ortes wurde 2001 am Südende des Küsterberges eine kleine aber doppelte Steinkiste (Ostkammer 37 × 30 cm: Westkammer 75 × 55 cm) in einem Kreisgraben von etwa 6 m Durchmesser gefunden.

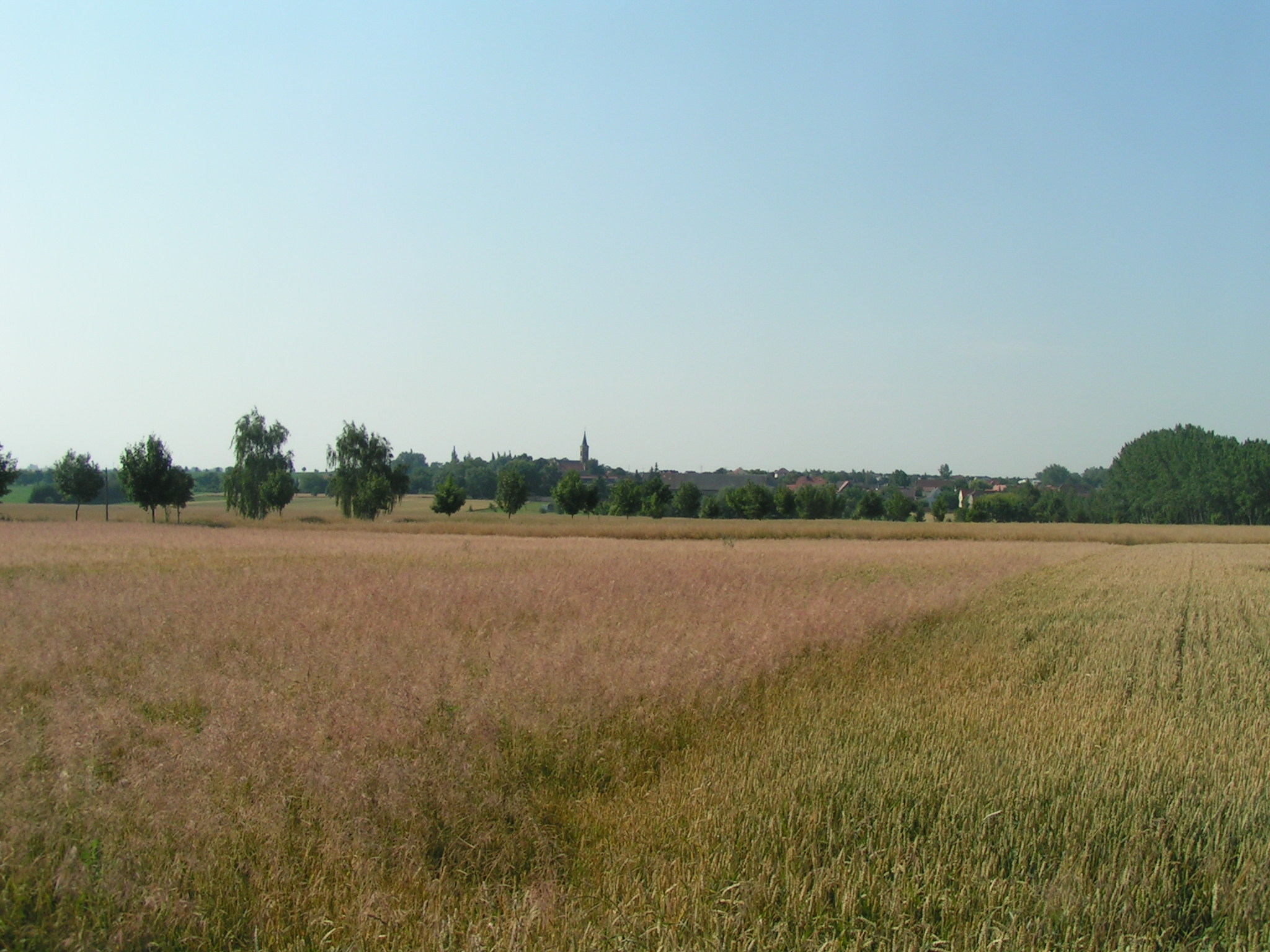
Blick auf Drosa
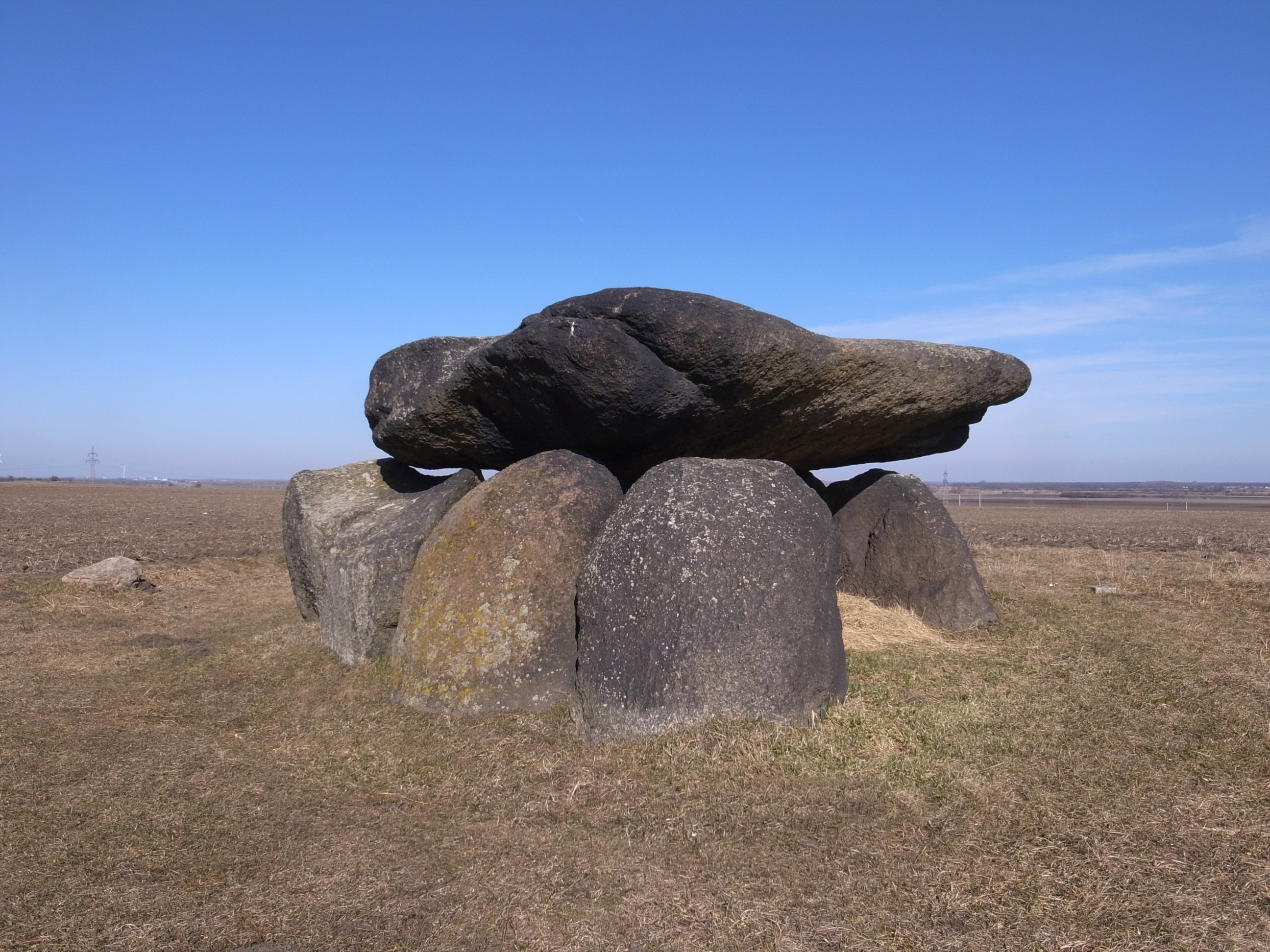
Großsteingrab Drosa

## Politik

### Ortschaftsrat
Als Ortschaft der Einheitsgemeinde Osternienburger Land übernimmt ein so genannter Ortschaftsrat die Wahrnehmung der speziellen Interessen des Ortes innerhalb bzw. gegenüber den Gemeindegremien. Er wird aus fünf Mitgliedern gebildet.

### Bürgermeister
Als weiteres ortsgebundenes Organ fungiert der Ortsbürgermeister, dieses Amt wird zur Zeit von Johannes Heber wahrgenommen.

### Wappen
Blasonierung: „In Blau ein silbernes, schwarz konturiertes Hünengrab.“
Das Wappen wurde vom Magdeburger Kommunalheraldiker Jörg Mantzsch gestaltet.

### Flagge
Die Flagge weiß - blau (1:1) gestreift und das Wappen ist mittig auf die Flagge aufgelegt.

## Kultur und Sehenswürdigkeiten

### Sport
Die SG Drosa e. V. betreibt die Sportarten Tennis, Fußball, Kegeln und Tanzen.

### Regelmäßige Veranstaltungen
- „Kinder- und Heimatfest“ (Ende Juni)

- "Traditionelles Ringreiten" (immer Sonntag vor Pfingsten)

## Persönlichkeiten
- Andreas Cramer (1809–1885), Lehrer und Politiker
- Herbert Niemann (1935–1991), erster Judo-Europameister aus der DDR

## Verkehr
Die Bahnstrecke Magdeburg–Halle verläuft am Rande der Gemarkung. Nächster Bahnhof ist Wulfen (Anhalt), nur etwa einen Kilometer östlich des Ortszentrums von Drosa gelegen.